# Михайловка (Земетчинский район)
Михайловка — упразднённая в 2015 году деревня в Земетчинском районе Пензенской области России. На момент упразднения входила в состав Морсовского сельсовета.

## География
Урочище находится в северо-западной части Пензенской области, в пределах западных отрогов Приволжской возвышенности, в лесостепной зоне, на правом берегу реки Кермись, на расстоянии примерно 34 километров (по прямой) к северо-западу от Земетчина, административного центра района.

## История
В 1880-е годы являлась волостным центром Моршанского уезда Тамбовской губернии. По состоянию на 1911 год в Михайловке имелись: волостное правление, земская школа, амбулатория, экономии братьев Тихоновых (417 десятин земли), В. Г. Ягницкого (140 десятин), Е. В. Акулиной (518 десятин). Население села того периода составляло 834 человека. В период коллективизации был образован колхоз имени Перекопа. По данным 1955 года в деревне действовал колхоз имени Куйбышева.
Упразднена в декабре 2015 года.